# Sveglie e orologio
Sveglie e orologio (conosciuto originariamente come Orologio e sveglie su Pocket PC 2000 e Sveglie su Windows 8.1) è un'applicazione di gestione del tempo inclusa in Windows e Windows 10 Mobile con quattro funzioni chiave: sveglie, orologi mondiali, timer e un cronometro. Le funzionalità sono elencate in un menu a nastro wireframe. L'app è simile per funzionalità e design all'app Orologio su iOS. Sveglie e orologio era disponibile sui dispositivi mobili da oltre un decennio prima che venisse reso disponibile su PC con l'introduzione di Windows 8.1. I tile per le sveglie, i timer e il cronometro possono essere aggiunti al menu Start. L'ultima versione dell'app utilizza le API della piattaforma Windows universale e utilizza le impostazioni del sistema per i temi chiari o scuri. Sveglie e orologio non è incluso con l'orologio della barra delle applicazioni.

## Sveglie
Le sveglie sono elencate verticalmente per ora del giorno e possono essere attivate o disattivate con un interruttore. È possibile eliminare una selezione di sveglie contemporaneamente facendo clic sul pulsante elenco e utilizzando il tasto di controllo con o senza il tasto Maiusc per selezionare gli allarmi.
Le sveglie possono essere create facendo clic sul pulsante più e modificate facendo clic o toccando il tasto. È possibile modificare l'ora, il nome, la ricorrenza per giorno della settimana, l'audio e il tempo di ripetizione. L'attuale elenco di suoni nell'ordine elencato è Chimes, Xylophone, Chords, Tap, Jingle, Transition, Descending, Bounce, Echo e Ascending.
A causa delle limitazioni hardware, le sveglie non possono sempre suonare su determinati dispositivi da spenti. Per far suonare una sveglia su un PC spento, InstantGo deve essere incluso nel dispositivo. Prima dell'aggiornamento Creators Update di Windows 10, Sveglie e orologi era l'unica app in grado di far apparire una notifica di sveglia nonostante ci fosse il silenzioso, ma le sveglie di terze parti in esecuzione su Windows 10 versione 1704 o successiva suonano anche col silenzioso per impostazione predefinita.

## Orologio mondiale
L'elenco di orologi mondiali rileva la posizione dell'utente e mostra l'ora locale nella posizione dell'utente sulla mappa. Gli utenti possono cercare altre località da mostrare sulla mappa. Quando vengono visualizzati altri orari, la funzione Orologio mondiale calcola quanto avanti o indietro gli altri tempi vengono dall'ora locale dell'utente. È anche possibile confrontare i tempi non locali in un determinato orario locale. Quando la mappa viene minimizzata orizzontalmente, i tempi vengono visualizzati in una lista verticale sotto la mappa anziché su di essa.
Gli utenti che desiderano semplicemente una finestra con un orologio facilmente visibile possono digitare timedate.cpl nella Run dialog box (⊞ Win+R).

## Timer
I timer possono essere creati e nominati facendo clic sul pulsante più in basso, come le sveglie; tuttavia, non c'è modo di modificare un timer. È possibile ripristinare o cancellare un timer.
È possibile impostare più timer per l'esecuzione simultanea. Il pulsante di zoom su un timer sostituisce lo sfondo con i colori di accento di Windows, nasconde altri timer e il nastro e ingrandisce il tempo mostrato. I pulsanti di navigazione a freccia consentono agli utenti di alternare i timer in questa vista.
I timer forniscono notifiche quando finiscono. Non possono essere ripristinati dalle notifiche.

## Cronometro
Può essere eseguito un cronometro alla volta. Un pulsante flag consente all'utente di registrare i tempi parziali e un pulsante di condivisione consente agli utenti di condividere i tempi con altre app UWP. Analogamente ai timer, il cronometro ha un pulsante di ridimensionamento che semplifica l'interfaccia cambiando lo sfondo e nascondendo i valori parziali.